# Stephan Heise
Stephan Heise (* 1883; † 1945) war bis zum Jahr 1933 Redakteur der Frankfurter Volksstimme, einer sozialdemokratischen Zeitung. Seine erste Verhaftung geschah nach der nationalsozialistischen Machtergreifung am 25. Juni 1933. Als Mitglied des Widerstands um Paul Apel wurde er im Jahr 1936 erneut verhaftet und in mehreren Konzentrationslagern inhaftiert. Er kam bei einem Todesmarsch aus dem KZ Sachsenhausen kurz vor Ende des Zweiten Weltkriegs ums Leben.

## Würdigung
Nach Heise ist die Stephan-Heise-Straße in der Frankfurter Siedlung Westhausen benannt. Diese hieß in den Jahren 1933 bis 1947 nach Paul von Lettow-Vorbeck, einem preußischen General.